# Мутная (приток Лонткасъёгана)
Мутная — река в России, протекает по Ханты-Мансийскому АО. Устье реки находится в 43 км по правому берегу реки Лонткасъёган. Длина реки составляет 14 км.

## Данные водного реестра
По данным государственного водного реестра России относится к Верхнеобскому бассейновому округу, водохозяйственный участок реки — Вах, речной подбассейн реки — бассейн притоков (Верхней) Оби от Васюгана до Ваха. Речной бассейн реки — (Верхняя) Обь до впадения Иртыша.